# 万源小檗
万源小檗（学名：Berberis metapolyantha）为小檗科小檗属的植物。分布在中国大陆的云南、四川等地，生长于海拔1,500米至2,700米的地区，常生于山坡以及路边，目前尚未由人工引种栽培。